# Dominique Vautherin
Dominique Vautherin (* 30. Oktober 1941 in Bois-Colombes bei Paris; † 7. Dezember 2000 in Paris) war ein französischer theoretischer Kernphysiker.
Vautherin studierte 1961 bis 1963 an der École polytechnique, forschte danach für das Centre national de la recherche scientifique (CNRS) und wurde 1969 an der Universität Paris-Süd in Orsay bei Marcel Vénéroni über Hartree-Fock-Rechnungen für eine Wechselwirkung endlicher Reichweite mit Sättigung in Kernen mit geschlossenen Schalen promoviert. Kurz darauf begann seine Zusammenarbeit mit David M. Brink über Hartree-Fock-Rechnungen mit Skyrme Wechselwirkung (eingeführt von Tony Skyrme), zunächst bei sphärischen Kernen, dann von Vautherin auf deformierte Kerne erweitert. Mit Kollegen führte er später Rechnungen mit Skyrme-Wechselwirkung unter anderem bei Riesenresonanzen und Kernspaltung aus.
Er war Professor in der Theorieabteilung des Instituts für Kernphysik in Orsay, die er 1991 bis 1995 leitete. 1972 bis 1974 war er Gastwissenschaftler am Massachusetts Institute of Technology bei John Negele und 1976/77 an der University of California, Berkeley. 1976 bis 1991 war er zusätzlich Dozent (Maître de conférences) an der École polytechnique. 1998 wechselte er auf eine Professur an die Universität Pierre und Marie Curie (Université Paris VI).
In den 1970er Jahren befasste er sich mit John Negele mit Dichtematrix-Entwicklung (local density approximation, LDA) in Kernstrukturuntersuchungen. Er arbeitete viel mit Hubert Flocard und Nicole Vinh Mau (Random-Phase-Approximation bei endlicher Temperatur) zusammen. Vautherin untersuchte später auch Neutronenstern-Materie (und den Übergang von Kernmaterie zu den in Neutronensternen anzutreffenden Dichten) in der nuklearen Astrophysik. Mit Paul Bonche untersuchte er die Zustandsgleichung der Materie bei Supernova-Explosionen. Mit Paul Bonche und Shimon Levit untersuchte er heiße Kerne und zuletzt unter anderem mit Cécile Martin und Arthur Kerman Lösungen von Yang-Mills-Theorien mit Variationsmethoden.
1975 erhielt er den Prix Paul Langevin, 2000 den Gay-Lussac-Humboldt-Preis und 1991 den Grand Prix Jean Richard. Ab 1999 war er Leiter European Centre for Theoretical Studies in Nuclear Physics and Related Areas (ECT) in Trient.

## Quelle
- Nachruf von David M. Brink in Nuclear Physics News. Band 11, 2001, Nr. 1, S. 38
- M. Soyeur u. a., Nuclear Physics A, Band 690, 2001, S. 331